# Nengō
Nengō (japanisch 年号 von chinesisch 年號 / 年号, Pinyin niánhào – „Jahrestitel“) bzw. Gengō (元号, wörtlich: „Ursprungs[jahres]titel“) bezeichnet in der japanischen Zeitrechnung „Jahresdevise“ oder „Äranamen“. Im weiteren Sinne ist damit das in Japan übliche kalendarische Schema gemeint, das seinen Ursprung in China hat. Mehrere Jahre werden dabei in Gruppen mit dem gleichen Namen, bzw. mit der gleichen „Devise“ zusammengefasst. Dem Beispiel Chinas folgend waren derartige Äranamen ehemals in ganz Ostasien (einschließlich Vietnams) verbreitet, heute dagegen ist Japan neben der Republik China (Taiwan) das einzige Land, wo dieses System noch in Gebrauch ist. Obwohl in Japan auch die westliche Zeitrechnung bekannt ist, gilt bei Behörden das nengō-System als verbindlich.
Das gegenwärtige nengō lautet seit dem 1. Mai 2019 Reiwa („Schöne Harmonie“). Zu einer kompletten Auflistung aller Nengō siehe Liste der Nengō.

## Geschichte desNengō-Systems
Die japanischen Äranamen basieren auf den chinesischen und wurden im Jahr 645 n. Chr. unter Kōtoku-Tennō eingeführt. Der erste Äraname lautete Taika (大化, „großer Wandel“) und war den politischen Reformen (Taika-Reform) geschuldet, die damals die politische Szene radikal veränderten. Zum systematischen Gebrauch der nengō kam es allerdings erst ab dem Jahr 701. Von da an wurden die Äranamen bis zur Meiji-Zeit von kaiserlichen Hofbeamten entschieden und unterlagen einem unregelmäßigen Wechsel. Die Wechsel der Ärabezeichnungen beruhten im Allgemeinen auf folgenden Ursachen:
- Amtsantritt eines neuen Tennō. Allerdings wurde in vormoderner Zeit die Thronbesteigung eines neuen Tennō nicht automatisch von einem Wechsel des Äranamens gefolgt. Oft verstrichen mehrere Jahre, bis eine neue Devise ausgerufen wurde.
- Erinnerung an ein besonders glückliches Ereignis.
- Unglücksfälle, z. B. Naturkatastrophen, die man durch einen Wechsel der Devise zu beenden hoffte.
- Besonders verheißungsvolle Jahre des traditionellen 60-Jahre-Zyklus (der neben den nengō das übliche Kalendersystem darstellte), nämlich das 1., das 5. und das 58. Jahr des Zyklus (三革, sankaku).

Die Äranamen nehmen oft direkt oder indirekt auf den jeweiligen Anlass, bzw. den historischen Hintergrund Bezug. So wurde etwa die Ära Wadō (和銅, „Japan-Kupfer“) im Jahr 708 ausgerufen, nachdem man Kupfervorkommen in Japan entdeckt hatte. Seit der Heian-Zeit spiegelte sich konfuzianisches Gedankengut in den Äranamen, so bei Daidō  (大同, „Große Gleichheit“; 806–810) oder Kōnin (弘仁, „Weite Gerechtigkeit;“ 810–824). Für gewöhnlich bestehen die nengō aus zwei Kanji-Zeichen. Lediglich in der Nara-Zeit orientierte man sich an den damaligen chinesischen Äranamen und verwendete zeitweilig vier Zeichen (siehe Liste der Nengō). In Japan gibt es von Taika bis Reiwa genau 248 nengō. Trotzdem benötigt man für ihre Darstellung nur 72 Kanji, von denen dreißig nur einmal in Gebrauch waren, während die übrigen immer wieder neu kombiniert wurden.
Die Länge einer Ära kann sehr unterschiedlich sein und reicht von einem Jahr (z. B. Genji 27. März 1864–1. Mai 1865) zur bisher längsten Shōwa-Zeit (25. Dezember 1926 bis zum 7. Januar 1989) von etwa 62 Jahren. Das System ist entsprechend unübersichtlich und wird in der Praxis von periodischen Kalendersystemen ergänzt, nämlich dem bereits erwähnten 60-Jahre-Zyklus (vor 1872), bzw. dem westlichen Kalender (nach 1872). In offiziellen Dokumenten und historischen Schriften ist es jedoch bis heute das vorherrschende System der Jahresangabe.

## Umrechnung
Grundsätzlich lässt sich ein Jahr des traditionellen Ärasystems anhand von Tabellen in ein entsprechendes Jahr westlicher Zählung übersetzen. Allerdings ist der Beginn einer Ära meist nicht mit dem Jahresanfang identisch, sodass der Beginn und das Ende desselben Jahres nach westlicher Zählung zwei unterschiedlichen Ärabezeichnungen zugeordnet sein können. Außerdem erfolgte die Zählung der Tage und Monate bis Ende 1872 nach dem Chinesischen Kalender, was dazu führt, dass der 12. Monat eines japanischen Jahres vor 1872 zumeist dem 1. Monats des Folgejahres nach westlicher Zählung entspricht. Dies kann bei ungenauer Umrechnung, besonders für die Monate um Neujahr, zu fehlerhaften Übersetzungen historischer Daten führen.
Das Geburtsdatum des berühmten Feldherrn und „Reichseinigers“ Tokugawa Ieyasu (1543–1616) lautet beispielsweise nach traditioneller Zählung:
26. Tag des 12. Monats Tembun 11 (天文11年12月26日)
Nach westlicher Zählung entspricht dies dem 31. Januar 1543. Dennoch wird die Lebenszeit Ieyasus häufig mit „1542–1616“ angegeben, weil „Tenbun 11“ in einfachen Umrechnungstabellen dem Jahr 1542 entspricht.

## Nengō im modernen Japan
Seit Tennō Mutsuhito (Meiji) wird ein Äraname nur noch bei der Thronbesteigung ausgerufen. Dieser Brauch wurde 1979 gesetzlich verankert. Nach seinem Tod wird der japanische Tennō bei seinem Äranamen genannt. Heute beginnt das erste Jahr einer Ära (gannen 元年) mit dem Tag der Thronbesteigung des Tennō und endet am 31. Dezember. Erst die darauffolgenden Jahre beginnen mit dem 1. Januar. Das erste Jahr der Regierung von Tennō Shōwa währte z. B. nur wenige Tage am Jahresende 1926.

## Die Äranamen und ihre Beziehung zum Tennō
Obwohl der Äraname (Nengō) heute eng mit der Regierungszeit eines Tennō verbunden ist, stellt er nicht den Namen des Kaisers dar. Stattdessen bezeichnet er die Ära, in der der Tennō regiert. Nach dem Tod eines Tennō wird er in Japan häufig mit dem Namen seiner Ära benannt – wie etwa „Meiji-Tennō“ oder „Shōwa-Tennō“. Dies gilt jedoch nicht als postumer Titel im westlichen Sinne, sondern spiegelt lediglich die japanische Tradition wider, Kaiser nach ihrer Ära zu referenzieren. Während ihrer Amtszeit wird ein Tennō offiziell als Tennō Heika (天皇陛下, „Seine Majestät der Kaiser“) oder inoffiziell als Kinjō Tennō (今上天皇, „der gegenwärtige Kaiser“) bezeichnet. Diese Namenskonventionen folgen einer klaren Etikette, und in Japan selbst bestehen dabei keine nennenswerten Unsicherheiten – anders als in westlichen Texten, wo die korrekte Bezeichnung oft Schwierigkeiten bereitet.

## Privatenengō
Neben den heute offiziellen nengō existierten in vormoderner Zeit auch inoffizielle Bezeichnungen einzelner Perioden, die man unter dem Terminus shinengō (私年号, „private nengō“) zusammenfasst. Sie stammen zumeist aus späteren Quellen und sind daher historisch zweifelhaft, oder sie wurden von Protestbewegungen gegen die offiziellen Äranamen lanciert, ohne sich durchzusetzen. Auch archäologische Ärabezeichnungen werden bisweilen als shinengō bezeichnet, haben aber im Grunde nichts mit dem traditionellen nengō-System zu tun.

## Umrechnungshilfen
- Tabellenwerk: Tsuchihashi, P. Y. (土橋八千太) S. J.: Japanese Chronological Tables from 601 to 1872 [邦暦西暦対照表]; T. 1952 (Universität Sophia) [Die Daten werden bis 1583 in den julianischen, danach in den gregorianischen Kalender umgerechnet].
- Tabellenwerk: Reinhard Zöllner: Japanische Zeitrechnung. Ein Handbuch. Iudicium 2003, ISBN 3-89129-783-1.
- Hans. A. Dettmer: Liste der Regierungszeiten und Ära-Bezeichnungen: Eine Revision. In: Oriens Extremus. Band 28, Nr. 2 (1981), ISSN 0030-5197, S. 232–249 [Bei der Umrechnung mit herkömmlichen Quellen und Tabellen unbedingt zur Kontrolle heranzuziehen, besonders bei Daten, die um das jap. Neujahr liegen].